# Claudya Schmidt
Claudya Schmidt (* 1986), auch bekannt unter ihrem Online-Pseudonym Alector Fencer, ist eine deutsche Comic-Künstlerin.

## Leben und Werk
Den Anfang für ihr Comic-Projekt Myre stellen erste Skizzen und Ideen dar, die Schmidt ab 2009 unter ihrem Online-Pseudonym Alector Fencer bei Onlinediensten wie DeviantArt veröffentlichte. Die ersten drei Alben erschienen nach erfolgreicher Crowdfunding-Kampagne zunächst im Selbstverlag in englischer Sprache. Den Auftakt stellt Myre – The Beginning of a Journey dar; der Band erschien 2019 zwei Jahre nach erfolgreicher Finanzierung. Noch vor Veröffentlichung des zweiten Bandes Myre 2 – In the Shadow of the Dwellers im Jahr 2020 erschien im Vorjahr der Ableger Haunter of Dreams. Zwischen 2018 und 2019 veröffentlichte Splitter die drei Alben in deutscher Übersetzung.
Die Bewohner der Welt Yria lebten einst in Harmonie mit den Ylducian, Abkömmlinge alter Drachen. Getrieben durch Gier wollten einige Yrier mehr und sahen es auf das Zentrum der Macht der Yuldacian ab, deren Herz. Mit einem verheerenden Gegenangriff setzten sich die bedrohten Wesen zur Wehr und legten Yria in Schutt und Asche. Im Zentrum der Geschichte steht Myre, die gemeinsam mit dem Flugdrachen Varug ohne wirkliches Ziel das verbliebene Ödland durchstreift. Als Prämisse dient die Suche nach den verlorenen Herzen der Yldacian, die die Harmonie in Yria wiederherstellen könnten.
Schmidt lebt und arbeitet in Berlin.

## Stil
Bei den beiden Alben der Hauptreihe Yria Chronicles unterstützte Matt Davis bei den Texten, den Ableger Haunter of Dreams setzte Schmidt in Eigenregie um. Dialoge kommen nur wenig zum Einsatz, die Geschichte wird größtenteils durch die detaillierten Illustrationen getragen. Dabei gestaltet Schmidt die Erzählung insbesondere mit Hilfe großflächiger Splash-Panels, die zum Teil den Ursprung aus einer Sammlung von Skizzen und Einzelbildern erkennen lassen. Ihre digitalen Bilder koloriert Schmidt in leuchtenden Farben, die anthropomorphen Figuren lassen eine ausdrucksstarke Mimik erkennen.

## Veröffentlichungen (Auswahl)
- Myre – Die Chroniken von Yria #1 zusammen mit Matt Davis (Text). Splitter 2018, vierfarbig, Hardcover, 96 Seiten, ISBN 978-3-96219-105-4.
- Myre – Die Chroniken von Yria #2 zusammen mit Matt Davis (Text). Splitter 2018, vierfarbig, Hardcover, 96 Seiten, ISBN 978-3-96219-106-1.
- Haunter of Dreams – Die Legenden von Yria. Splitter 2019, vierfarbig, Hardcover, 96 Seiten, ISBN 978-3-96219-425-3.

## Kritiken und Auszeichnungen
Für Holger Bachmann bei comic.de stellt Myre – Die Chroniken von Yria den „Auftakt einer ausladenden Fantasy-Saga“ dar. Dabei überzeuge das Debüt vor allem durch seine detailgenauen Zeichnungen und Bildgewalt. Ebenfalls bei comic.de schreibt Matthias Penkert-Henning zum zweiten Band, dieser sei „extrem visuell erzählt [und] könnte ohne den atemberaubenden Detailgrad auch durchaus als Storyboard für einen aufwändig produzierten Hollywood-Trickfilm durchgehen.“ Die Geschichte enthalte zwar weder komplexe politische Strukturen noch tiefgreifende Dialoge, „[t]atsächlich werden Feinschmecker der grafischen Literatur die zusammen knapp 200 Seiten wieder und wieder verschlingen“. Die Comic-Künstlerin verstehe es „meisterlich, Gefühle und Reaktionen selbst in Einzelbildern ganz unmissverständlich zu vermitteln“ und erreiche „trotz oder vielleicht gerade wegen“ des Schwerpunkts auf die grafische Präsentation eine „beeindruckende emotionale Tiefe“.
Sowohl 2018 als auch 2019 erhielt Schmidt jeweils einen Rudolph-Dirks-Award in der Kategorie „Deutschland – Zeichnungen“ für Myre – Die Chroniken von Yria beziehungsweise für Haunter of Dreams – Die Legenden von Yria.